# Île Signy
Pour les articles homonymes, voir Signy.
L'île Signy est une île appartenant à l'archipel des Îles Orcades du Sud en Antarctique. L'île mesure approximativement 6,5 km de long pour 5 km de large. Le point le plus élevé est à 288 m au-dessus du niveau de la mer. La majeure partie de l'île est recouverte de glace. Les températures moyennes oscillent entre 0 °C en été et −10 °C en hiver. L'île est nommée d'après la femme du chasseur de baleine norvégien Petter Sørlle.
La British Antarctic Survey y a une station de recherche en biologie depuis 1947, là où se trouvait dans les années 1920 une station de chasse à la baleine. La station était occupée toute l'année jusqu'en 1996. Depuis, elle n'est plus occupée que de novembre à avril. Elle abrite une dizaine de personnes.
L'île est reconnue zone importante pour la conservation des oiseaux,.